# II. Vilmos flamand gróf
II. Dampierre Vilmos (1224 – 1251. június 6.) középkori nemesúr, 1231. után Dampierre ura, 1247-től flamand társgróf.

## Élete
Anyja II. Margit flamand grófnő, apja Margit második férje, II. Vilmos, Dampierre ura. 1231-ben apja halála után örökölte Dampierre-t. 1244-ben anyja örökölte Hainaut és Flandria grófságokat nővére, Johanna halála után. Szinte azonnal kitört a flandriai és hainaut-i örökösödési háború Margit első és második házasságából származó gyermekei között. 1246-ban IX. Lajos francia király közbeavatkozott és Flandria grófságát a Dampierre-leszármazottaknak adta, míg Margit első házasságából származó gyermeke, Jean d'Avesnes Hainaut grófságot kapta.
1247-től Vilmos hivatalosan mint társgróf uralkodott anyja mellett. Ebben az évben Leuvenben megnősült, felesége Brabanti Beatrix. 1248-ban II. Vilmos holland gróf és német ellenkirály előtt hódolt a Német-római Birodalomhoz tartozó flamand területek fejében.
IX. Lajos közbeavatkozása után is folytatódott a háborúskodás a Dampierre és az Avesnes család között a Namuri Grófság miatt. A békét 1250. május 19-én írták alá. A következő évben, 2521. június 6-án Trazegnies közelében tartott lovagi tornán Vilmos halálos balesetet szenvedett - bár anyja szerint az Avesnes család megbízásából lovagok egy csoportja meggyilkolta. A két család közötti háború újraindult, de ekkor már Vilmos öccse, Guy de Dampierre vezette a Dampierre-klánt, mint flamand társgróf.

## Családja és leszármazottai
Felesége Brabanti Beatrix (1225 - 1288. november 11.), II. Henrik brabanti herceg és Maria von Hohenstaufen lánya. A házasságból nem született gyermek.